# Stockholms läns södra valkrets
Stockholms läns södra valkrets var vid riksdagsvalen 1911-1920 till andra kammaren en egen valkrets med sex mandat. Valkretsen omfattade städer och landsbygd i södra Stockholms län. Vid valet 1921 förenades länets två valkretsar och bildade Stockholms läns valkrets.

## Riksdagsmän

### 1912-1914 (första riksdagen)
- Karl Martin, lib s
- Jakob Pettersson, lib s
- Gustaf Albert Petersson, lmb
- Wilhelm Källman, s
- Adolf Molin, s
- Johan Wallin, s

### 1914 (andra riksdagen)
- Richard Wawrinsky, fris f
- Jakob Pettersson, lib s
- Gustaf Albert Petersson, lmb
- Wilhelm Källman, s
- Axel Walfrid Lundström, s
- Adolf Molin, s

### 1915-1917
- Jakob Pettersson, lib s
- Gustaf Albert Petersson, lmb
- Karl Westerström (1915-10 augusti 1916; avliden), lmb
  - Eric Nillson (25 augusti 1916-1917), lmb
- Wilhelm Källman, s
- Axel Walfrid Lundström, s
- Adolf Molin, s

### 1918-1920
- Jakob Pettersson, lib s
- Axel Sundling, lmb
- Martin Andersson, s
- Wilhelm Källman (1918-1919), s
  - Gottfrid Jansson (1920), s
- Johan Karlsson, s
- Karl Johan Söderberg, s

### 1921
- Jakob Pettersson, lib s
- Elof Lindström, lmb
- Axel Sundling, lmb
- Martin Andersson, s
- Johan Karlsson, s
- Karl Johan Söderberg, s